# Marathon féminin aux Jeux olympiques d'été de 1992
Pour un article plus général, voir Athlétisme aux Jeux olympiques d'été de 1992.
Navigation
Séoul 1988 Atlanta 1996
L'épreuve du marathon féminin aux Jeux olympiques de 1992 s'est déroulée le 1er août 1992 dans les rues de Barcelone, en Espagne, avec une arrivée au Stade olympique de Montjuic. Elle est remportée par la Russe Valentina Yegorova qui concourt pour l'équipe unifiée de l’ex-URSS.

## Résultats

### Finale
| Rang               | Athlète               | Pays                        | Temps           |
| ------------------ | --------------------- | --------------------------- | --------------- |
| Médaille d'or      | Valentina Yegorova    | Équipe unifiée de l’ex-URSS | 2 h 32 min 41 s |
| Médaille d'argent  | Yūko Arimori          | Japon                       | 2 h 32 min 49 s |
| Médaille de bronze | Lorraine Moller       | Nouvelle-Zélande            | 2 h 33 min 59 s |
| 4.                 | Sachiko Yamashita     | Japon                       | 2 h 36 min 26 s |
| 5.                 | Katrin Dörre          | Allemagne                   | 2 h 36 min 48 s |
| 6.                 | Mun Gyong-Ae          | Corée du Nord               | 2 h 37 min 03 s |
| 7.                 | Manuela Machado       | Portugal                    | 2 h 38 min 22 s |
| 8.                 | Ramilya Burangulova   | Équipe unifiée de l’ex-URSS | 2 h 38 min 46 s |
| 9.                 | Colleen De Reuck      | Afrique du Sud              | 2 h 39 min 03 s |
| 10.                | Cathy O'Brien         | États-Unis                  | 2 h 39 min 42 s |
| 11.                | Karolina Szabó        | Hongrie                     | 2 h 40 min 10 s |
| 12.                | Francie Larrieu Smith | États-Unis                  | 2 h 41 min 09 s |
| 13.                | Sally Eastall         | Grande-Bretagne             | 2 h 41 min 20 s |
| 14.                | Ritva Lemettinen      | Finlande                    | 2 h 41 min 48 s |
| 15.                | Birgit Jerschabek     | Allemagne                   | 2 h 42 min 45 s |
| 16.                | Véronique Marot       | Grande-Bretagne             | 2 h 42 min 55 s |
| 17.                | Márcia Narloch        | Brésil                      | 2 h 44 min 32 s |
| 18.                | Emma Scaunich         | Italie                      | 2 h 46 min 14 s |
| 19.                | Odette Lapierre       | Canada                      | 2 h 46 min 18 s |
| 20.                | Anna Villani          | Italie                      | 2 h 46 min 44 s |
| 21.                | Janis Klecker         | États-Unis                  | 2 h 47 min 17 s |
| 22.                | Wanda Panfil          | Pologne                     | 2 h 47 min 27 s |
| 23.                | Bettina Sabatini      | Italie                      | 2 h 50 min 09 s |
| 24.                | Alena Peterková       | Tchécoslovaquie             | 2 h 53 min 30 s |
| 25.                | Lee Mi-Ok             | Corée du Sud                | 2 h 54 min 21 s |
| 26.                | Małgorzata Birbach    | Pologne                     | 2 h 54 min 33 s |
| 27.                | Sally Ellis           | Grande-Bretagne             | 2 h 54 min 41 s |
| 28.                | Pascaline Wangui      | Kenya                       | 2 h 56 min 46 s |
| 29.                | Yumi Kokamo           | Japon                       | 2 h 58 min 18 s |
| 30.                | Addis Gezahegu        | Éthiopie                    | 2 h 58 min 27 s |
| 31.                | Janette Mayal         | Brésil                      | 3 h 00 min 23 s |
| 32.                | Elena Murgoci         | Roumanie                    | 3 h 01 min 46 s |
| 33.                | Vilma Peña            | Costa Rica                  | 3 h 03 min 34 s |
| 34.                | Ena Guevara           | Pérou                       | 3 h 05 min 50 s |
| 35.                | Ana Gutierrez         | Îles Vierges des États-Unis | 3 h 14 min 02 s |
| 36.                | Jen Allred            | Guam                        | 3 h 14 min 45 s |
| 37.                | Bakombo Kungu         | Zaïre                       | 3 h 29 min 10 s |
| —                  | Aurora Cunha          | Portugal                    | DNF             |
| —                  | Olga Appell           | Mexique                     | DNF             |
| —                  | Franziska Moser       | Suisse                      | DNF             |
| —                  | Teo Dang-Thi          | Viêt Nam                    | DNF             |
| —                  | Lizanne Bussieres     | Canada                      | DNF             |
| —                  | Maria Rebelo          | France                      | DNF             |
| —                  | Cornelia Melis        | Aruba                       | DNF             |
| —                  | Marguerite Buist      | Nouvelle-Zélande            | DNF             |
| —                  | Lisa Ondieki          | Australie                   | DNF             |
| —                  | Madina Biktagirova    | Équipe unifiée de l’ex-URSS | DQ              |

## Légende
Records et Performances
- AR : Record continental (area record)
- CR : Record des championnats (championship record)
- MR : Record du meeting (meet record)
- NR : Record national (national record)
- OR : Record olympique (olympic record)
- PR : Record paralympique (paralympic record)
- PB : Record personnel (personal best)
- SB : Meilleure performance personnelle de la saison (season's best)
- WL : Meilleure performance mondiale de l'année (world leader)
- WJR : Record du monde junior (world junior record)
- WR : Record du monde (world record)

Circonstances et Conditions
- DNF : N'a pas terminé (did not finish)
- DNS : N'a pas pris le départ (did not start)
- DQ : Disqualification (disqualification)
- NM : Aucun essai valable enregistré (No Mark)
- Q : Qualifié « directement » au prochain tour (ou à la prochaine compétition), lors d'une compétition majeure, grâce au classement ou à la réalisation des minima (automatic qualifier)
- q : Qualifié au prochain tour (ou à la prochaine compétition), lors d'une compétition majeure, grâce au repêchage ou à la réalisation de l'une des meilleures performances parmi celles des « non qualifiés directement » (grâce au meilleur temps ou à la meilleure distance par exemple) (secondary qualifier)